# Stig Winnerskog
Stig Allan Winnerskog, född 28 april 1930 i Boden, död där 11 november 1994, var en svensk målare, maskinbiträde vid SJ och bildlärare.
Han var son till stallförmannen Albin William Winnerskog och Agnes Aurora Lindgren och från 1954 gift med Clary Aina Louise Friman. Winnerskog var huvudsakligen autodidakt som konstnär men fick en viss vägledning av sina konstnärskamrater och impulser från en längre studieresa till Spanien 1962 som breddade hans motivval. Separat har han ställt ut på Gallerie Brinken i Stockholm och tillsammans med Rune Wanler ställde han ut i Boden. Han medverkade i en samlingsutställning i Helsingfors och var representerad i en utställning på stadsmuseet i München. Hans konst består av landskapsskildringar från norra Lapplands natur utförda i olja, akvarell eller gouache. Han var medlem i Bodenskolan. Winnerskog är representerad med ett flertal verk vid Bodens skolstyrelse.